# قائمة رؤساء بلغاريا
هذه قائمة برؤساء الدولة البلغارية الحديثة منذ تأسيس إمارة بلغاريا حتى يومنا هذا.
كما يسرد في القائمة الأمناء العامين للحزب الشيوعي البلغاري في 1948-1990 الذين كانوا الحكام الفعليين للبلاد.

## إمارة بلغاريا(1878–1908)
| الأمير | الأمير | الأمير                                                     | الفترة        | الفترة                          | الفترة            | الأسرة                       | حصوله على المنصب                      |
|        | الصورة | الاسم (الميلاد–الوفاة)                                     | استلم المنصب  | ترك المنصب                      | المدة             | الأسرة                       | حصوله على المنصب                      |
| ------ | ------ | ---------------------------------------------------------- | ------------- | ------------------------------- | ----------------- | ---------------------------- | ------------------------------------- |
|        |        | ألكسندر الأول باتنبرغ Александър I 1857–1893 (عاش: 36 سنة) | 29 أبريل 1879 | 7 سبتمبر 1886 (تنازل عن العرش ‏) | 7 سنوات و131 أيام | Battenberg                   | انتخبته First Grand National Assembly |
|        |        | فرديناند الأول Фердинанд I 1861–1948 (عاش: 87 سنة)         | 7 يوليو 1887  | 5 أكتوبر 1908                   | 21 سنوات و90 أيام | Saxe-Coburg and Gotha-Koháry | انتخبته Third Grand National Assembly |

## مملكة بلغاريا(1908–1946)
| الملك | الملك  | الملك                                                          | الفترة        | الفترة                              | الفترة             | الأسرة                       | حصوله على المنصب                     |
|       | الصورة | الاسم (الميلاد–الوفاة)                                         | استلم المنصب  | ترك المنصب                          | المدة              | الأسرة                       | حصوله على المنصب                     |
| ----- | ------ | -------------------------------------------------------------- | ------------- | ----------------------------------- | ------------------ | ---------------------------- | ------------------------------------ |
|       |        | فرديناند الأول Фердинанд I 1861–1948 (عاش: 87 سنة)             | 5 أكتوبر 1908 | 3 أكتوبر 1918 (تنازل عن العرش)      | 9 سنوات و363 أيام  | Saxe-Coburg and Gotha-Koháry | Proclaimed himself as Tsar           |
|       |        | بوريس الثالث Борис III 1894–1943 (عاش: 49 سنة)                 | 3 أكتوبر 1918 | 28 أغسطس 1943 (توفي)                | 24 سنوات و329 أيام | Saxe-Coburg and Gotha-Koháry | ابن فرديناند الأول                   |
|       |        | سيميون الثاني Симеон II مواليد 1937 (88 عمره الحالي)           | 28 أغسطس 1943 | 15 سبتمبر 1946 (Monarchy abolished) | 3 سنوات و18 أيام   | Saxe-Coburg and Gotha-Koháry | ابن بوريس الثالث                     |
|       |        | كيريل البلغاري Кирил, принц Преславски 1895–1945 (عاش: 49 سنة) | 28 أغسطس 1943 | 9 سبتمبر 1944 (خلع مجلس الوصاية)    | 1 سنة و12 أيام     | Saxe-Coburg and Gotha-Koháry | مجلس الوصاية الأولى على سمعان الثاني |
|       |        | Bogdan Filov Богдан Филов 1883–1945 (عاش: 61 سنة)              | 28 أغسطس 1943 | 9 سبتمبر 1944 (خلع مجلس الوصاية)    | 1 سنة و12 أيام     | —                            | مجلس الوصاية الأولى على سمعان الثاني |
|       |        | فريق Nikola Mihov Никола Михов 1891–1945 (عاش: 53 سنة)         | 28 أغسطس 1943 | 9 سبتمبر 1944 (خلع مجلس الوصاية)    | 1 سنة و12 أيام     | —                            | مجلس الوصاية الأولى على سمعان الثاني |
|       |        | تودور بافلوف Тодор Павлов 1890–1977 (عاش: 87 سنة)              | 9 سبتمبر 1944 | 15 سبتمبر 1946 (ألغيت الملكية)      | 2 سنوات و6 أيام    | —                            | مجلس الوصاية الثاني على سمعان الثاني |
|       |        | Venelin Ganev Венелин Ганев 1880–1966 (عاش: 86 سنة)            | 9 سبتمبر 1944 | 15 سبتمبر 1946 (ألغيت الملكية)      | 2 سنوات و6 أيام    | —                            | مجلس الوصاية الثاني على سمعان الثاني |
|       |        | Tsvetko Boboshevski Цвятко Бобошевски 1884–1952 (عاش: 68 سنة)  | 9 سبتمبر 1944 | 15 سبتمبر 1946 (ألغيت الملكية)      | 2 سنوات و6 أيام    | —                            | مجلس الوصاية الثاني على سمعان الثاني |

## جمهورية بلغاريا الشعبية(1946–1990)
| رأس الدولة                      | رأس الدولة           | رأس الدولة                                               | الفترة               | الفترة               | الفترة               | المدة                | الحزب السياسي             |
|                                 | الصورة               | الاسم (الميلاد–الوفاة)                                   | الانتخابات           | استلم المنصب         | ترك المنصب           | المدة                | الحزب السياسي             |
| رئيس الرئاسة المؤقتة            | رئيس الرئاسة المؤقتة | رئيس الرئاسة المؤقتة                                     | رئيس الرئاسة المؤقتة | رئيس الرئاسة المؤقتة | رئيس الرئاسة المؤقتة | رئيس الرئاسة المؤقتة | رئيس الرئاسة المؤقتة      |
| ------------------------------- | -------------------- | -------------------------------------------------------- | -------------------- | -------------------- | -------------------- | -------------------- | ------------------------- |
|                                 |                      | فاسيل كولاروف Васил Коларов 1877–1950 (عاش: 72 سنة)      | —                    | 15 سبتمبر 1946       | 9 ديسمبر 1947        | 1 سنة و85 أيام       | BKP                       |
| رئيس هيئة رئاسة الجمعية الوطنية |                      |                                                          |                      |                      |                      |                      |                           |
|                                 |                      | Mincho Neychev Минчо Нейчев 1887–1956 (عاش: 69 سنة)      | —                    | 9 ديسمبر 1947        | 27 مايو 1950         | 2 سنوات و169 أيام    | BKP                       |
|                                 |                      | Georgi Damyanov Георги Дамянов 1892–1958 (عاش: 66 سنة)   | —                    | 27 مايو 1950         | 27 نوفمبر 1958†      | 8 سنوات و184 أيام    | BKP                       |
|                                 |                      | Georgi Kulishev Георги Кулишев 1885–1974 (عاش: 89 سنة)   | —                    | 27 نوفمبر 1958       | 30 نوفمبر 1958       | 3 أيام               | BKP                       |
|                                 |                      | نيكولاي جورجييف Николай Георгиев 1906–1987 (عاش: 81 سنة) | —                    | 27 نوفمبر 1958       | 30 نوفمبر 1958       | 3 أيام               | BZNS                      |
|                                 |                      | Dimitar Ganev Димитър Ганев 1898–1964 (عاش: 65 سنة)      | —                    | 30 نوفمبر 1958       | 20 أبريل 1964†       | 5 سنوات و142 أيام    | BKP                       |
|                                 |                      | Georgi Kulishev Георги Кулишев 1885–1974 (عاش: 89 سنة)   | —                    | 20 أبريل 1964        | 23 أبريل 1964        | 3 أيام               | BKP                       |
|                                 |                      | نيكولاي جورجييف Николай Георгиев 1906–1987 (عاش: 81 سنة) | —                    | 20 أبريل 1964        | 23 أبريل 1964        | 3 أيام               | BZNS                      |
|                                 |                      | Georgi Traykov Георги Трайков 1898–1975 (عاش: 76 سنة)    | —                    | 23 أبريل 1964        | 7 يوليو 1971         | 7 سنوات و75 أيام     | BZNS                      |
| رئيس مجلس الدولة                |                      |                                                          |                      |                      |                      |                      |                           |
|                                 |                      | تودور جيفكوف Тодор Живков 1911–1998 (عاش: 86 سنة)        | —                    | 7 يوليو 1971         | 17 نوفمبر 1989       | 18 سنوات و133 أيام   | BKP                       |
|                                 |                      | بيتار ملادينوف Петър Младенов 1936–2000 (عاش: 63 سنة)    | —                    | 17 نوفمبر 1989       | 3 أبريل 1990         | 137 أيام             | BKP                       |
| رئيس الجمهورية                  |                      |                                                          |                      |                      |                      |                      |                           |
|                                 |                      | بيتار ملادينوف Петър Младенов 1936–2000 (عاش: 63 سنة)    | (أبريل) 1990 ‏        | 3 أبريل 1990         | 6 يوليو 1990         | 94 أيام              | الحزب الاشتراكي البلغاري ‏ |
|                                 |                      | ستانكو تودوروف Станко Тодоров 1920–1996 (عاش: 76 سنة)    | —                    | 6 يوليو 1990         | 17 يوليو 1990        | 11 أيام              | الحزب الاشتراكي البلغاري ‏ |
|                                 |                      | Nikolai Todorov Николай Тодоров 1921–2003 (عاش: 82 سنة)  | —                    | 17 يوليو 1990        | 1 أغسطس 1990         | 15 أيام              | الحزب الاشتراكي البلغاري ‏ |
|                                 |                      | جيليو جيليف Желю Желев 1935–2015 (عاش: 79 سنة)           | (يوليو–أغسطس) 1990 ‏  | 1 أغسطس 1990         | 15 نوفمبر 1990       | 106 أيام             | SDS                       |

### الأمناء العامون للحزب الشيوعي البلغاري (1948–1990)
| الأمين العام | الأمين العام | الأمين العام                                             | الفترة         | الفترة         | الفترة             | Notes                                                           |
|              | الصورة       | الاسم (الميلاد–الوفاة)                                   | استلم المنصب   | ترك المنصب     | المدة              | Notes                                                           |
| ------------ | ------------ | -------------------------------------------------------- | -------------- | -------------- | ------------------ | --------------------------------------------------------------- |
|              |              | جيورجي ديميتروف Георги Димитров 1882–1949 (عاش: 67 سنة)  | 27 ديسمبر 1948 | 2 يوليو 1949   | 187 أيام           | كان أيضا رئيس الوزراء (1946–1949)                               |
|              |              | Valko Chervenkov Вълко Червенков 1900–1980 (عاش: 80 سنة) | 2 يوليو 1949   | 4 مارس 1954    | 4 سنوات و245 أيام  | كان أيضا رئيس الوزراء (1950–1956)                               |
|              |              | تودور جيفكوف Тодор Живков 1911–1998 (عاش: 86 سنة)        | 4 مارس 1954    | 10 نوفمبر 1989 | 35 سنوات و251 أيام | كان أيضا رئيس الوزراء (1962–1971) ورئيس مجلس الدولة (1971–1989) |
|              |              | بيتار ملادينوف Петър Младенов 1936–2000 (عاش: 63 سنة)    | 10 نوفمبر 1989 | 2 فبراير 1990  | 84 أيام            | كان أيضا رئيس مجلس الدولة (1989–1990)                           |

## بلغاريا(1990–الآن)
| الرئيس         | الرئيس         | الرئيس                                                       | الفترة             | الفترة         | الفترة         | المدة             | الحزب السياسي                               |                |
|                | الصورة         | الاسم (الميلاد–الوفاة)                                       | الانتخابات         | استلم المنصب   | ترك المنصب     | المدة             | الحزب السياسي                               |                |
| رئيس الجمهورية | رئيس الجمهورية | رئيس الجمهورية                                               | رئيس الجمهورية     | رئيس الجمهورية | رئيس الجمهورية | رئيس الجمهورية    | رئيس الجمهورية                              | رئيس الجمهورية |
| -------------- | -------------- | ------------------------------------------------------------ | ------------------ | -------------- | -------------- | ----------------- | ------------------------------------------- | -------------- |
|                |                | جيليو جيليف Желю Желев 1935–2015 (عاش: 79 سنة)               | (يوليو-أغسطس) 1990 | 15 نوفمبر 1990 | 22 يناير 1992  | 1 سنة و68 أيام    | SDS                                         |                |
| رئيس الجمهورية |                |                                                              |                    |                |                |                   |                                             |                |
|                |                | جيليو جيليف Желю Желев 1935–2015 (عاش: 79 سنة)               | 1992               | 22 يناير 1992  | 22 يناير 1997  | 5 سنوات           | SDS                                         |                |
|                |                | بيتار ستويانوف Петър Стоянов مواليد 1952 (73 عمره الحالي)    | 1996 ‏              | 22 يناير 1997  | 22 يناير 2002  | 5 سنوات           | SDS                                         |                |
|                |                | جيورجي بارفانوف Георги Първанов مواليد 1957 (68 عمره الحالي) | 2001 ‏ 2006         | 22 يناير 2002  | 22 يناير 2012  | 10 سنوات          | الحزب الاشتراكي البلغاري ‏                   |                |
|                |                | روسن بليفنلييف Росен Плевнелиев مواليد 1964 (61 عمره الحالي) | 2011               | 22 يناير 2012  | 22 يناير 2017  | 5 سنوات           | مواطنون من أجل التنمية الأوروبية في بلغاريا |                |
|                |                | رومن راديف Румен Радев مواليد 1963 (62 عمره الحالي)          | 2016 ‏ 2021         | 22 يناير 2017  | في المنصب      | 8 سنوات و166 أيام | مستقل (مرشح حزب الحزب الاشتراكي البلغاري ‏)  |                |